# Mariposa (Schiff, 1953)
Das ursprünglich als Frachter Pine Tree Mariner gebaute Passagierschiff Mariposa erreichte eine über 40-jährige Dienstzeit.

## Geschichte

### Als Frachtschiff
Im November 1952 lief das Schiff bei der Werft Bethlehem Shipbuilding in Quincy als Turbinen-Stückgutfrachter Pine Tree Mariner des Typs C4-S-1a (Mariner-Klasse) vom Stapel. 1953 übernahm die US Maritime Commission das für den Einsatz beim US Marine Corps bestimmte Schiff.

### Umbau zum Kombifrachter
Nachdem die US-amerikanische Reederei Matson Navigation Company das Schiff am 1955/56 übernommen hatte, sandte sie die  Free State Mariner zur Werft Willamette Iron & Steel Corporation nach Portland, Oregon, wo sie zum Kombischiff des MARAD-Typs P2-S1-1g umgebaut wurde. Nach der Ablieferung wurde das umgebaute Schiff und auf den Namen Mariposa umgetauft und nahm am 27. Oktober 1956 seinen zusammen mit der Monterey betriebenen kombinierten Passagier- und Frachtliniendienst zwischen San Francisco, Honolulu, Auckland und Sydney auf.

### Pacific Far East Line und unsichere Jahre
1971 veräußerte Matson das Schiffspaar Mariposa und Monterey an die ebenfalls in San Francisco ansässige Reederei Pacific Far East Line, die beide Schiffe bis 1978 auf Pazifik-Kreuzfahrten einsetzte und 1978, als die staatlichen Beihilfen zur Aufrechterhaltung des Dienstes endeten, auflegte. 1979 folgt ein Verkauf an die Luftfahrtgesellschaft President World Airways aus San Francisco, die das Schiff im November 1980 nach Japan schleppen ließ. Nach der Ankunft in Japan im Januar 1981 legte man das Schiff dort auf, bevor man es noch 1981 an die Pacific Far East Line zurückgab. 1983 erwarb die Reederei China Ocean Shipping die Mariposa, benannte sie in Jin Jiang um und setzte sie auf der Route Shanghai-Hongkong ein. Im Jahr 1992 fand eine Umbenennung in Queen of Jun Jiang statt, der schon im folgenden Jahr eine weitere Umtaufe auf den Namen Heng Li folgte. Nach dreizehn Jahren Dienst in Asien traf die Heng Li im Frühjahr 1996 schließlich zum Abbruch in Indien ein.